# Farbfilme der Metro-Goldwyn-Mayer in Ansco Color
Die Liste der Farbfilme der Metro-Goldwyn-Mayer in Ansco Color führt alle abendfüllenden Spielfilme der US-amerikanischen Filmproduktionsgesellschaft Metro-Goldwyn-Mayer auf, deren Farbaufnahmen von Ansco Color stammen.

## Filmliste
- 1952: Gefährten des Grauens (The Wild North)
- 1953: Arena (Arena)
- 1953: Verwegene Gegner (Ride, Vaquero!)
- 1953: Sprung auf, marsch, marsch! (Take the High Ground!)
- 1953: Küss mich Kätchen! (Kiss Me Kate)
- 1953: Verrat im Fort Bravo (Escape from Fort Bravo)
- 1953: Villa mit 100 PS (The Long, Long Trailer)
- 1954: Tennessee Champ
- 1954: Treue (Gipsy Colt)
- 1954: Verwegene Landung (Men of the Fighting Lady)
- 1954: Alt Heidelberg (The Student Prince)
- 1954: Eine Braut für sieben Brüder (Seven Brides for Seven Brothers)
- 1954: Her Twelve Men
- 1954: Brigadoon (Brigadoon)
- 1956: Ein Leben in Leidenschaft (Lust for Life)